# NGC 2878
NGC 2878 је спирална галаксија у сазвежђу Хидра која се налази на NGC листи објеката дубоког неба.
Деклинација објекта је + 2° 5' 24" а ректасцензија 9h 25m 47,4s. Привидна величина (магнитуда) објекта NGC 2878 износи 13,8 а фотографска магнитуда 14,7. NGC 2878 је још познат и под ознакама UGC 5022, MCG 0-24-14, CGCG 6-42, NPM1G +02.0216, PGC 26739.